# 撈佬
撈佬，是广东和广西等地以粵語為母語的廣府人，對北方人的称谓。

## 另見
- 捞女[4]